# Sherel Floranus
Sherel Floranus (Róterdam, Países Bajos, 23 de agosto de 1998) es un futbolista curazoleño. Juega como defensa y su equipo es el PEC Zwolle de la Eredivisie.

## Biografía
Es primo del también futbolista Jetro Willems.

## Selección nacional
Ha sido internacional con las categorías inferiores de los Países Bajos.

## Clubes
| Club                | País         | Año       |
| ------------------- | ------------ | --------- |
| Sparta de Rotterdam | Países Bajos | 2016-2018 |
| S. C. Heerenveen    | Países Bajos | 2018-2021 |
| Antalyaspor         | Turquía      | 2021-2023 |
| Almere City F. C.   | Países Bajos | 2023-2024 |
| PEC Zwolle          | Países Bajos | 2024-     |

## Palmarés

### Campeonatos nacionales
| Título         | Club                | País         | Año     |
| -------------- | ------------------- | ------------ | ------- |
| Eerste Divisie | Sparta de Rotterdam | Países Bajos | 2015-16 |